# Nacionalni park Tatra, Slovačka
Nacionalni park Tatra (slk. Tatranský národný park, TANAP) je jedan od devet nacionalnih parkova u Slovačkoj, osnovan 1949. godine. Uvršten je 1993. godine u UNESCO-ovu listu zaštićenih biosfera.

## Zemljopis
Nacionalni park obuhvaća površinu od 738 km², a zona oko parka obuhvaća površinu od 307 km²; odnosno 1.045 km² zajedno. Park nudi 600 km pješačkih staza i 16 označenih biciklističkih staza.
Najviši vrh u Slovačkoj, s 2,655 metara, Gerlachovský štít, nalazi se unutar parka. To je ujedno i najviša točka Tatre i Karpata. Postoji više od stotinu jezera na području parka. Jezero Veľké Hincovo Pleso je najveći s površinom od 0,2 km². Oko 300 špilja se nalazi u sklopu nacionalnog parka, međutim Belianska šilja (Belianska jaskyňa) je jedina otvorena za javnost. Nalazi se u blizini sela Lendak. Najduži sustav špilja otkriven do sada je špilja Javorinka.